# Росаренше (Рібейра Гранде)
Росаренше Дешпортіву Клубе або просто Росаренше (порт. Rosariense Desportivo Clube) — професіональний кабовердійський футбольний клуб з міста Рібейра Гранде, в північній частині острова Санту-Антау.

## Історія
В 1994 та 1995 роках клуб переміг в Чемпіонаті острова Санту-Антау. «Росаренше» став першим чемпіоном новоствореного Чемпіонату острова Санту-Антау (Північ) в 1997 році, після розподілу Чемпіонату острова Санту-Антау на північну та південну зони. Свої наступні титули острівних чемпіонів клуб виграв у 2007 та 2011 роках. Також у 2007 році «Росаренше» переміг в Кубку Рібейра Гранде.
За підсумками сезону 2014-15 років клуб посів 6-те місце та вилетів до Другого дивізіону Чемпіонату острова.
З 12 вересня 2015 року новим президентом команди став Орланду ді Жезуш Дельгаду.

## Досягнення
- Чемпіонат острова Санту-Антау (Північ): 3 перемоги

1997/98, 2006/07, 2010/11
- Чемпіонат острова Санту-Антау: 2 перемоги

1993/94, 1994/95
- Кубок Рібейра Гранде: 1 перемога

2006/07

## Історія виступів у чемпіонатах та кубках

### Національний чемпіонат
| Сезон | Див. | Міс. | Іг. | В | Н | П | ЗМ | ПМ | РМ | О | Кубок | Примітки     | Плей-оф         |
| ----- | ---- | ---- | --- | - | - | - | -- | -- | -- | - | ----- | ------------ | --------------- |
| 2007  | 1B   | 4    | 5   | 2 | 1 | 2 | 5  | 3  | +3 | 7 |       | Не пробилися | Не брали участі |
| 2011  | 1B   | 5    | 4   | 0 | 1 | 3 | 4  | 14 | 10 | 1 |       | Не пробилися | Не брали участі |

### Чемпіонат острова
| Сезон   | Див. | Міс. | Іг. | В | Н | П | ЗМ | ПМ | РМ  | О  | Кубок      | Суперкубок | Примітки                          |
| ------- | ---- | ---- | --- | - | - | - | -- | -- | --- | -- | ---------- | ---------- | --------------------------------- |
| 2006-07 | 2    | 1    | -   | - | - | - | -  | -  | -   | -  | Переможець |            | Вихід до національного Чемпіонату |
| 2010-11 | 2    | 1    | -   | - | - | - | -  | -  | -   | -  |            |            | Вихід до національного Чемпіонату |
| 2013-14 | 2    | 2    | 10  | 6 | 3 | 1 | 24 | 11 | +13 | 21 |            |            |                                   |
| 2014-15 | 2    | 6    | 10  | 1 | 2 | 7 | 10 | 16 | -6  | 5  |            |            |                                   |